# Rozadas (lugar)
Rozadas es un lugar perteneciente a la parroquia de Rozadas, en el concejo de Boal, comarca de Eo-Navia, Principado de Asturias, España.